# Alter Turm (Ranzel)

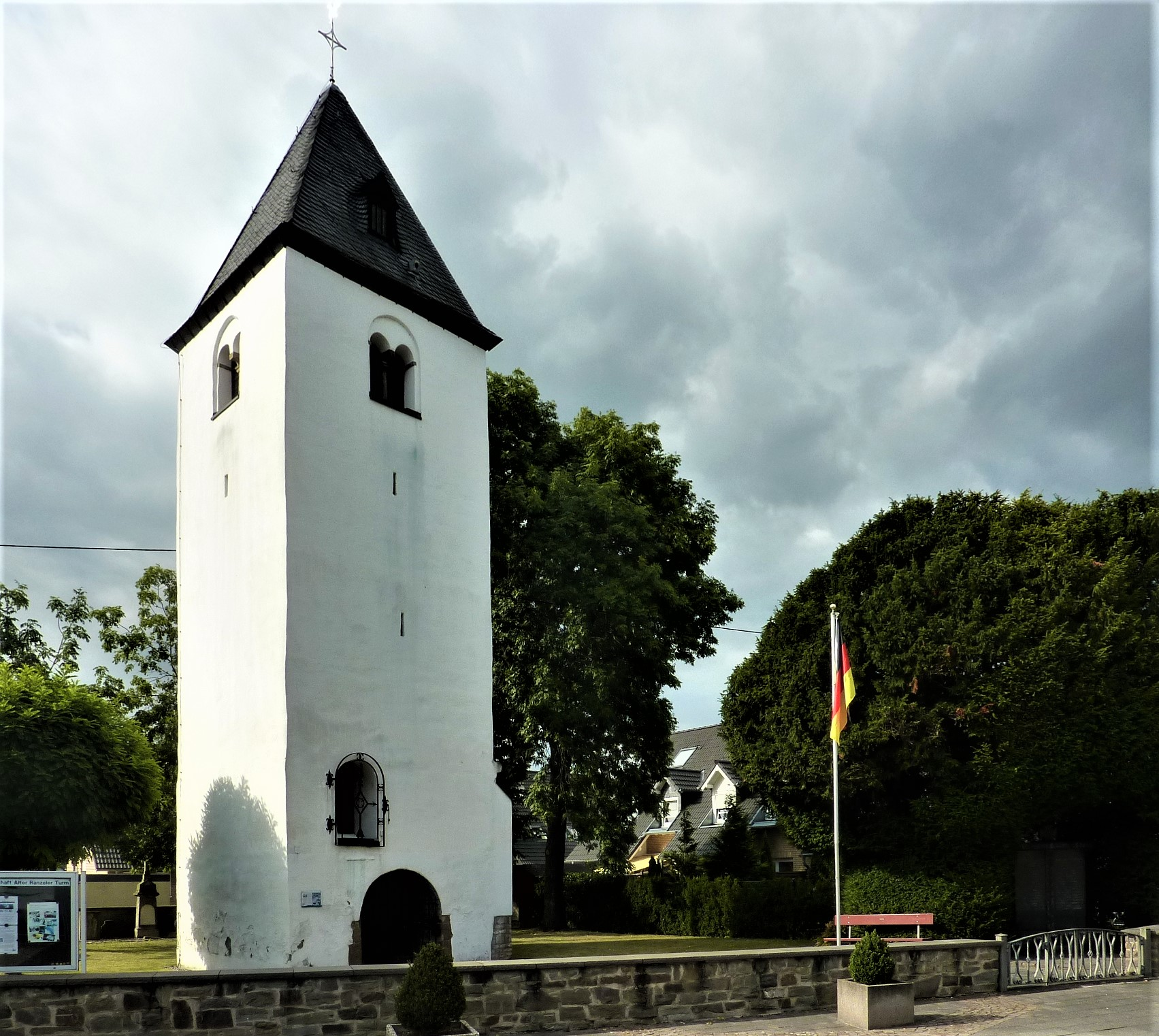
Der Alte Turm in Ranzel

Der romanische Alte Turm ist der erhaltene Turm einer ehemaligen römisch-katholischen Kapelle in Ranzel, einem Ortsteil von Niederkassel (Rhein-Sieg-Kreis) in Nordrhein-Westfalen.

## Geschichte
Der romanische Turm wurde im 12. Jahrhundert als Turm der Kapelle St. Ägidius erbaut, deren Kollationsrecht dem Kölner Dompropst zustand. Die Kapelle war Filiale der Pfarrkirche von Lülsdorf und führte als Nebenpatron den heiligen Pankratius, den ehemaligen Pfarrpatron der Mutterkirche. Im 18. Jahrhundert wurde das Langhaus als einfacher Saal von 14 Metern Länge und fünf Metern Breite neu errichtet. Der Chor grenzte unmittelbar an die Ranzeler Hauptstraße an. Da die Kapelle für den Gottesdienst nicht mehr genügend Platz bot, wurde 1966 eine neue römisch-katholische Pfarrkirche errichtet, die ebenfalls das Ägidius-Patrozinium erhielt. Wegen des Ausbaus der Porzer Straße wurde das Langhaus der Kapelle 1970 niedergelegt und der Turm als Ehrenmal hergerichtet.

## Architektur
Der romanische Turm ist fünfgeschossig, unten aus Bruchsteinmauerwerk mit Eckquaderung aus Wolsdorfer Stein, die drei oberen Geschosse aus Tuffstein errichtet und ist äußerlich ganz ungegliedert. In der Glockenstube befindet sich ein Doppelfenster mit Mittelsäule mit Basen ohne Eckblättern und ganz einfachen Kapitellen an jeder Seite. Die Turmhalle besitzt ein Kreuzgewölbe.